# Emilia Mitiku
Hanna Emilia Rydberg Mitiku, känd under sitt artistnamn Emilia,  född 5 januari 1978 i Stockholm, är en svensk pop- och soulsångerska samt låtskrivare. 
Mitiku är dotter till jazzmusikern Teshome Mitiku, som föddes 1949 i Etiopien. Hon är gift och bor i Stockholm med sin make och sina två söner. Hon arbetar idag[när?] som lågstadielärare.

## Karriär
Mitiku gick i Adolf Fredriks musikklasser i Stockholm och var sångerska i ett acid jazz-band under gymnasieskoltiden, som hon tillbringade vid Stockholms musikgymnasium. Skivproducenten Lasse Anderson (son till Stikkan Anderson) upptäckte henne 1996, och tillsammans skrev de alla låtarna till hennes första album. Hon hade en stor hit med balladlåten "Big Big World" 1998–1999; bara två veckor före singelsläppet studerade hon fortfarande ekonomisk historia vid universitetet och arbetade extra i klädaffär på helgerna.
Hon belönades 1999 med två rockbjörnar. Som första kvinnliga debutant vann hon i två kategorier.
Skivbolaget Universal gav ut hennes första album. Den 16 januari 2001 medverkade hon på Artister mot nazister-galan i Stockholm, där hon var med och sjöng "Det här är ditt land" ("This Land is Your Land"). När det andra albumet inte hade samma framgång som det första, lade hon sångkarriären på hyllan. Hon bodde bland annat i Berlin under flera år, och lärde sig tyska samt blev programledare för ett tyskt underhållningsprogram.
Den 31 oktober 2001 handlade TV 4:s Beatlab om hennes karriär. Under perioden 15 december 2001–31 mars 2002 var hon programledare för TV 3:s Hits for Kids.
Där träffade hon danskarna Jesper Wennick och Anders Haarder, som producerade hennes tredje album, där hon sjunger på svenska. Hon återupptog sin musikkarriär 2006 och släppte i slutet av året en singel på svenska, "Var minut", som placerade sig på plats nummer två på singellistan. Hon släppte även albumet Små ord av kärlek den 18 april 2007. Den 9 juni 2007 medverkade hon i TV 4:s Sommarkrysset.
Mitiku deltog i Melodifestivalen 2009:s första deltävling i Göteborg med låten "You're My World", som är skriven av Figge Boström och henne själv. Hon beskriver den som "en hyllning till dem vi älskar och den värme de ger oss". Den gick som ett av två bidrag direkt till finalen i Globen den 14 mars 2009. I finalen tävlade elva bidrag och Emilia kom på nionde plats.
Enligt hennes webbplats släpptes singeln "Teardrops" till radiostationerna den 2 juni 2009. Hon släppte också Side by Side (Szerelemre hangolva), en duett med Ákos Dobrády.
Hon har bland annat medverkat som artist i TV-program som Sommarkrysset, Doobidoo, Faddergalan, Bingolotto och Så ska det låta.
Hon har också varit med och skrivit låtar till andra, bland annat "Since I Found It All" på Towe Jaarneks album Sound of Romance 2008 och "Remedy" på Charlotte Perrellis album Hero 2008 samt "Totally Addicted" på Olas album Good Enough.
Hon sjunger även refrängen i DJ Bobos låt "Everybody".
2012 påbörjade hon en nysatsning under namnet Emilia Mitiku Nya albumet I Belong to You släpptes 2012 och visade upp en annan musikalisk sida som hon själv kallar 'vintage pop', med inspiration taget från 30- och 40-talets sound. Albumet är producerat och skriven tillsammans med Anders Hansson och Sharon Vaughn.

## Diskografi

### Album
| Titel             | Släppår |
| ----------------- | ------- |
| Big Big World     | 1998    |
| Emilia            | 2000    |
| Små ord av kärlek | 2007    |
| My World          | 2009    |
| I Belong to You   | 2013    |

### Singlar
| 1997 | A Good Sign                    | -  | -  | -  | -  | -  | - | -  | -  | - | - | - | -  | -  | -  | -  | -  |
| 1998 | Big Big World                  | 1  | 17 | 1  | 2  | 1  | 4 | 2  | 1  | 3 | 3 | 1 | 1  | 1  | 5  | 92 | 26 |
| 1998 | Good Sign                      | 27 | -  | 44 | 28 | 52 | - | 21 | 32 | - | - | - | 16 | 27 | 54 | -  | -  |
| 1999 | Twist of Fate                  | -  | -  | -  | -  | -  | - | -  | -  | - | - | - | 37 | -  | -  | -  | -  |
| 2000 | Sorry I'm in Love              | -  | -  | -  | -  | -  | - | -  | -  | - | - | - | -  | 17 | -  | -  | -  |
| 2001 | Kiss by Kiss                   | -  | -  | 2  | -  | -  | - | -  | 56 | - | - | - | -  | 52 | -  | -  | -  |
| 2001 | When You Are Here (med Oli. P) | -  | -  | -  | -  | -  | - | -  | -  | - | - | - | -  | -  | -  | -  | -  |
| 2002 | Everybody (med DJ BoBo)        | -  | -  | -  | -  | -  | - | -  | -  | - | - | - | -  | -  | -  | -  | -  |
| 2006 | Var minut                      | -  | -  | -  | -  | -  | - | -  | -  | - | - | - | 2  | -  | -  | -  | -  |
| 2007 | En sång om kärleken            | -  | -  | -  | -  | -  | - | -  | -  | - | - | - | 14 | -  | -  | -  | -  |
| 2008 | I Won't Cry                    | -  | -  | -  | -  | -  | - | -  | -  | - | - | - | -  | -  | -  | -  | -  |
| 2008 | I Can Do It                    | -  | -  | -  | -  | -  | - | -  | -  | - | - | - | -  | -  | -  | -  | -  |
| 2009 | You're My World                | -  | -  | -  | -  | -  | - | -  | -  | - | - | - | 11 | -  | -  | -  | -  |
| 2009 | Teardrops                      | -  | -  | -  | -  | -  | - | -  | -  | - | - | - | -  | -  | -  | -  | -  |